# Noam Jacobson
Noam Jacobson (Petaj Tikva, Israel; 27 de julio de 1975) es un artista, cantante, compositor, director de orquesta y actor israelí.

## Biografía
Jacobson nació y creció en su ciudad natal, Petaj Tikva. Su padre estaba dedicado a las computadoras y su madre era psicóloga. Estudió en las escuelas Yeshivá Bnei Akiva, Amit Gush Dan, Yeshivá Har Etzion y Yeshivá Otoniel. Sirvió en el ejército israelí, en la brigada Golani. Se convirtió en estudiante de musicología en la universidad Bar Ilán.
Jacobson se convirtió en cantante de bodas con una banda formada con amigos de la escuela. La primera boda donde la banda tocó fue la boda de la hija del rabino Menajem Froman, junto con Ehud Banai. En 2012 publicó su primer álbum en solitario llamado Cuarenta días. A finales de 2012 se convirtió en presentador de un programa radial israelí.

## Latma TVyHakol Shafit
Jacobson era un miembro del programa satírico israelí Latma, donde interpretaba a personajes ficticios como «Tawil Fadija [vergüenza]», el ministro palestino de la Ira Incontrolable; «Rashid Hamumani», el ministro iraní de la Información y Destrucción; o «John Zelokoreh [esto no me está sucediendo]», el asesor de la percepción de la realidad de Barack Obama. Él es también conocido por interpretar al «Capitán Stabbing [Apuñalamiento]» en el vídeo satírico Nosotros engañamos el mundo. Asimismo, parodiaba a políticos israelíes y de otros países, como a Benjamin Netanyahu, Barack Obama o Recep Tayyip Erdoğan.
En 2015, en el programa (de los mismos creadores de Latma TV) Hakol Shafit (Vamos a ser el juez), volvió a interpretar a los mismos personajes que en Latma TV. Con motivo de las elecciones legislativas israelíes de 2015, interpretó a varios políticos del país hebreo, tales como nuevamente a Netanyahu y a Naftali Bennett.